# كارلا دياز (ممثلة إسبانية)
كارلا دياز هي ممثلة وراقصة إسبانية ولدت في 19 يوليو 1998.